# Dignomus brevicrinitus
Dignomus brevicrinitus is een keversoort uit de familie klopkevers (Ptinidae). De wetenschappelijke naam van de soort werd in 1871 gepubliceerd door Jules Desbrochers des Loges.